# Adèle Romany
Adèle Romany o Adèle de Romance (París, 7 de diciembre de 1769 - París, 6 de junio de 1846) fue una pintora francesa considerada en su época como un gran retratista. También se la conoce con el nombre de Madame Romany o Madame Romanée, Marie Jeanne Romance, Adèle-Romance Romany, Marie Jeanne Romany.

## Trayectoria
Romany nació bajo el nombre de Jeanne Marie Mercier el 7 de diciembre de 1769 en París como hija natural de Hugues-Etienne, marqués de Romance-Mesmon y de una mujer casada, Jeanne-Marie-Bernardine Mercier. No fue reconocida por el marqués hasta los 9 años de edad, posteriormente, también llegó a utilizar para su carrera profesional el apellido Romance. En 1790 se casó con el también pintor de miniaturas François Antoine Romany.
De su formación artística, lo único que se sabe es que asistió a un estudio solo para mujeres que dirigía la esposa del pintor Jean-Baptiste Regnault. Fue conocida especialmente por sus miniaturas y retratos entre otros, de músicos, artistas e intérpretes teatrales por lo que la colección más importante de su trabajo está en la Comédie-Française, pero también realizó pinturas sobre temas históricos y mitológicos. Fue valorada la calidad de sus expresiones, la meticulosidad de sus detalles y su paleta cromática.
A lo largo de cuarenta años, entre 1793 y 1833, ochenta de sus obras se exhibieron en el Salón de París. En estas exposiciones utilizó distintas variaciones de su nombre, tanto de casada como de soltera, incluyendo Romance, Romany, Romany de Romance y de Romance Romany, y tras su divorcio, utilizó también Adèle Romance y Adèle Romanée. Desde 1800 hasta el final del Primer Imperio francés, su obra obtuvo buenas críticas. En el Salón de 1808 logró una medalla de segunda clase por valor de 250 francos.
Entre sus obras más admiradas destaca un autorretrato con su familia posando delante del castillo de Juilly (1804), que fue vendido por Christie's París el 26 de junio de 2008, un retrato de la Señorita A. P., expuesto en el Salón de 1806 y los retratos de las actrices Mademoiselle Raucourt (Salones de 1812 y 1814) y Mademoiselle Emilie Leverd (Salones de 1808 y 1814). 
Su excelente retrato de François Joseph Talma (1818) fue atribuido erróneamente a François Gérard. También pintó un retrato de su amiga Marie-Louise-Élisabeth Vigée-Lebrun, que actualmente se encuentra en el Museo Nacional de Mujeres Artistas de Washington D.C. Sus obras tardías son de menor calidad. Tras su fallecimiento, fue olvidada por la crítica pictórica pero ha sido de nuevo tenida en cuenta.
Además de sus actividades artísticas, Romany participó en varias operaciones financieras durante la Revolución Francesa, el Directorio y el Consulado. Compró una casa y usó la hipoteca como garantía de préstamo aparentemente para financiar otros negocios. A su muerte, el 7 de junio de 1846, sus activos ascendían a más de 8.000 francos.
Romany murió en París y está enterrada en el Cementerio de Père Lachaise.

## Galería

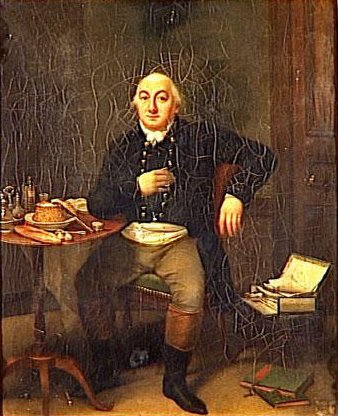
La collation du marquis de Romance Mesmon
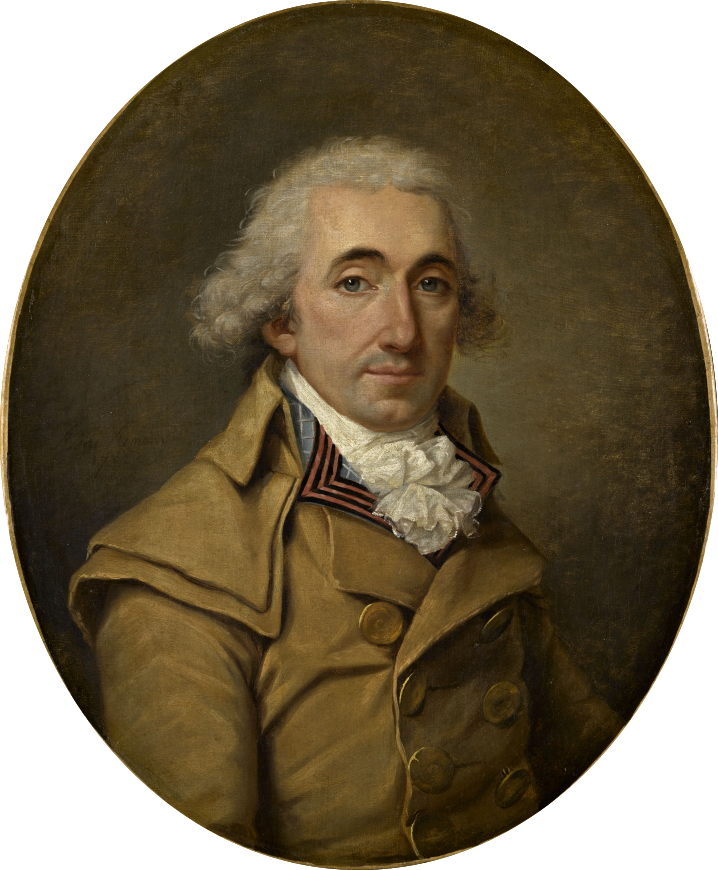
Charles Antoine d'Arthenay
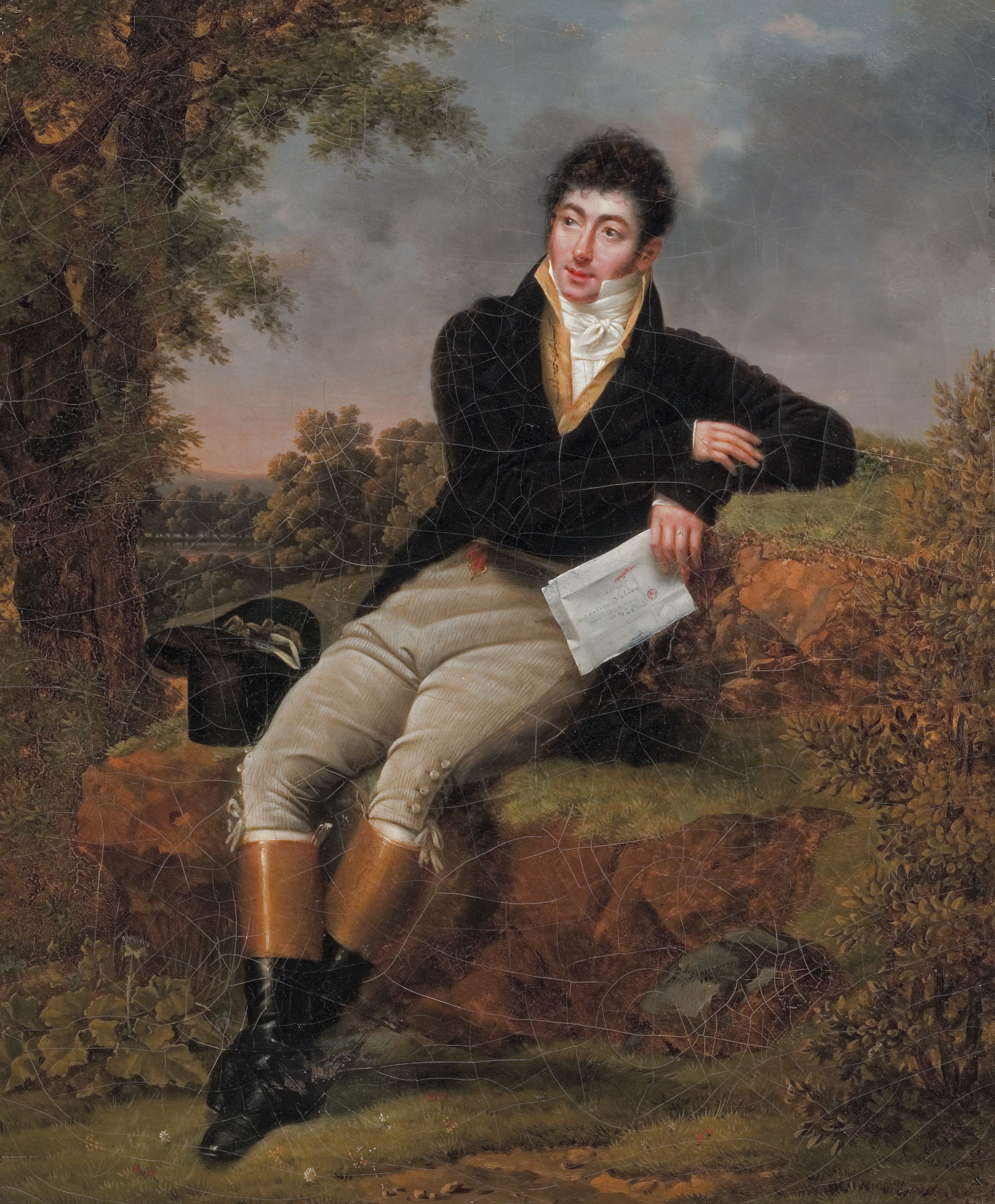
Antoine Valedau
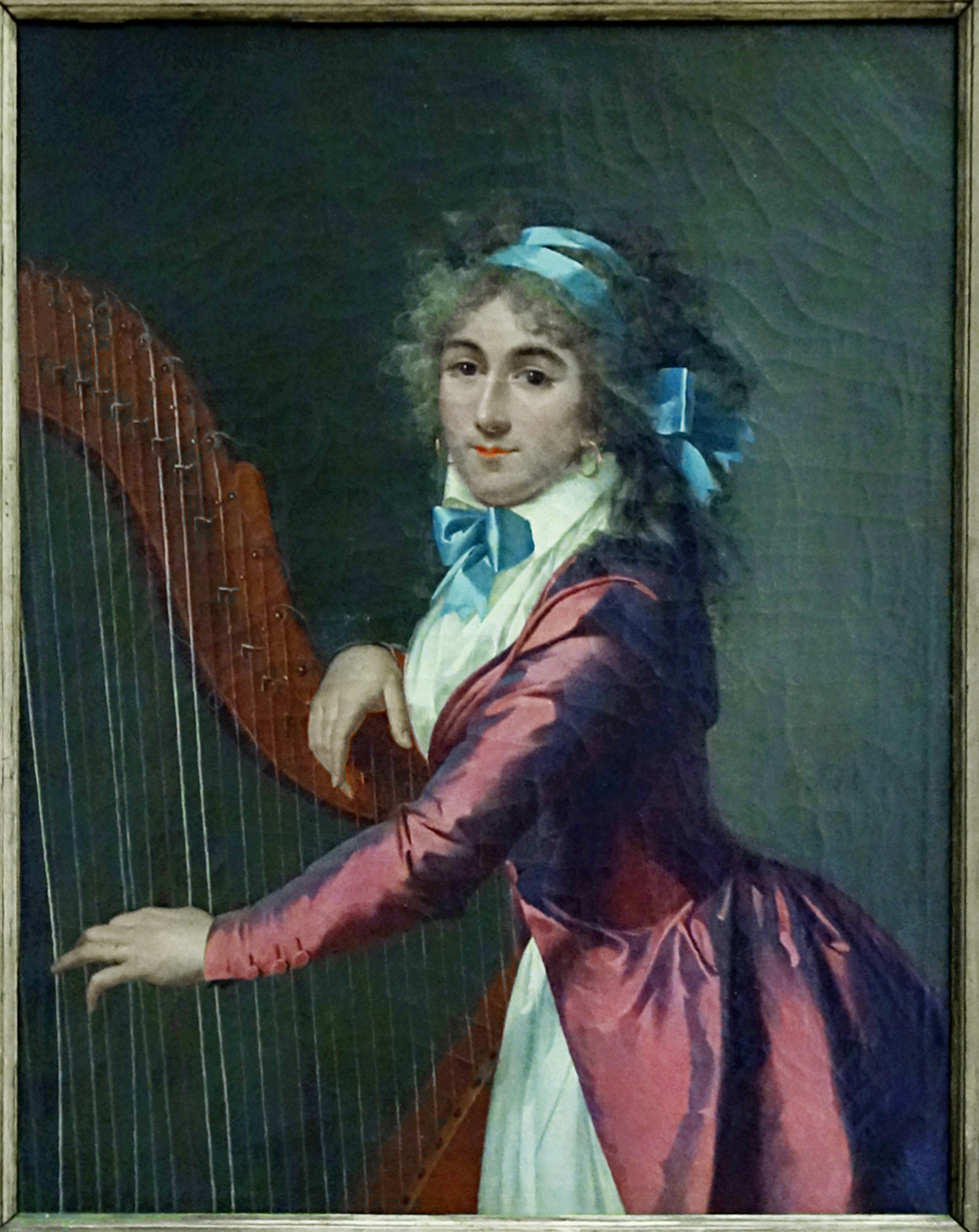
Harpista
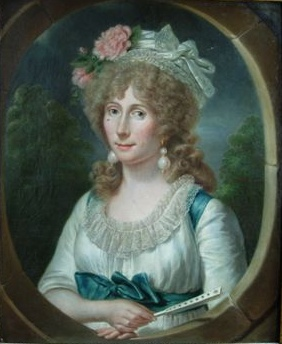
Julie Candeille
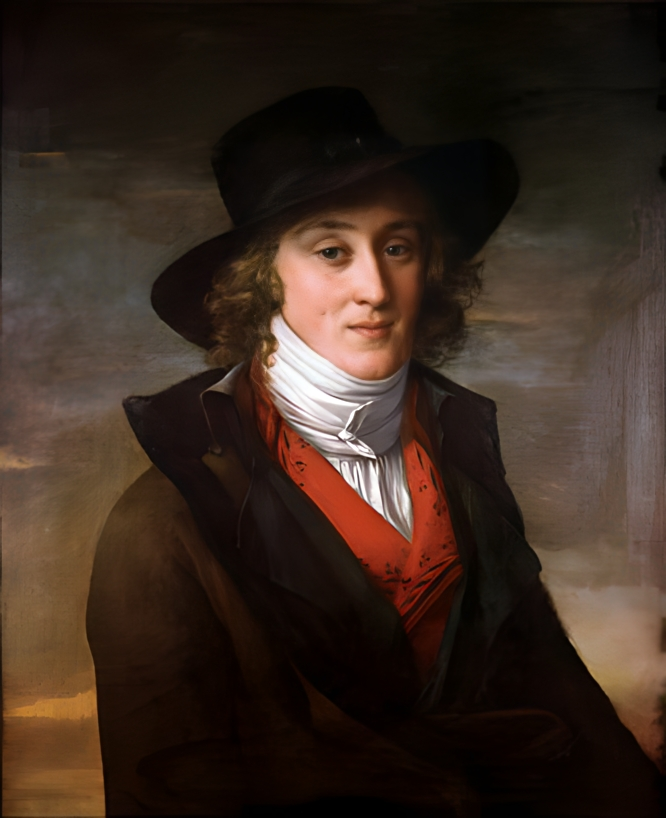
Louis-Antoine-de-Saint-Just
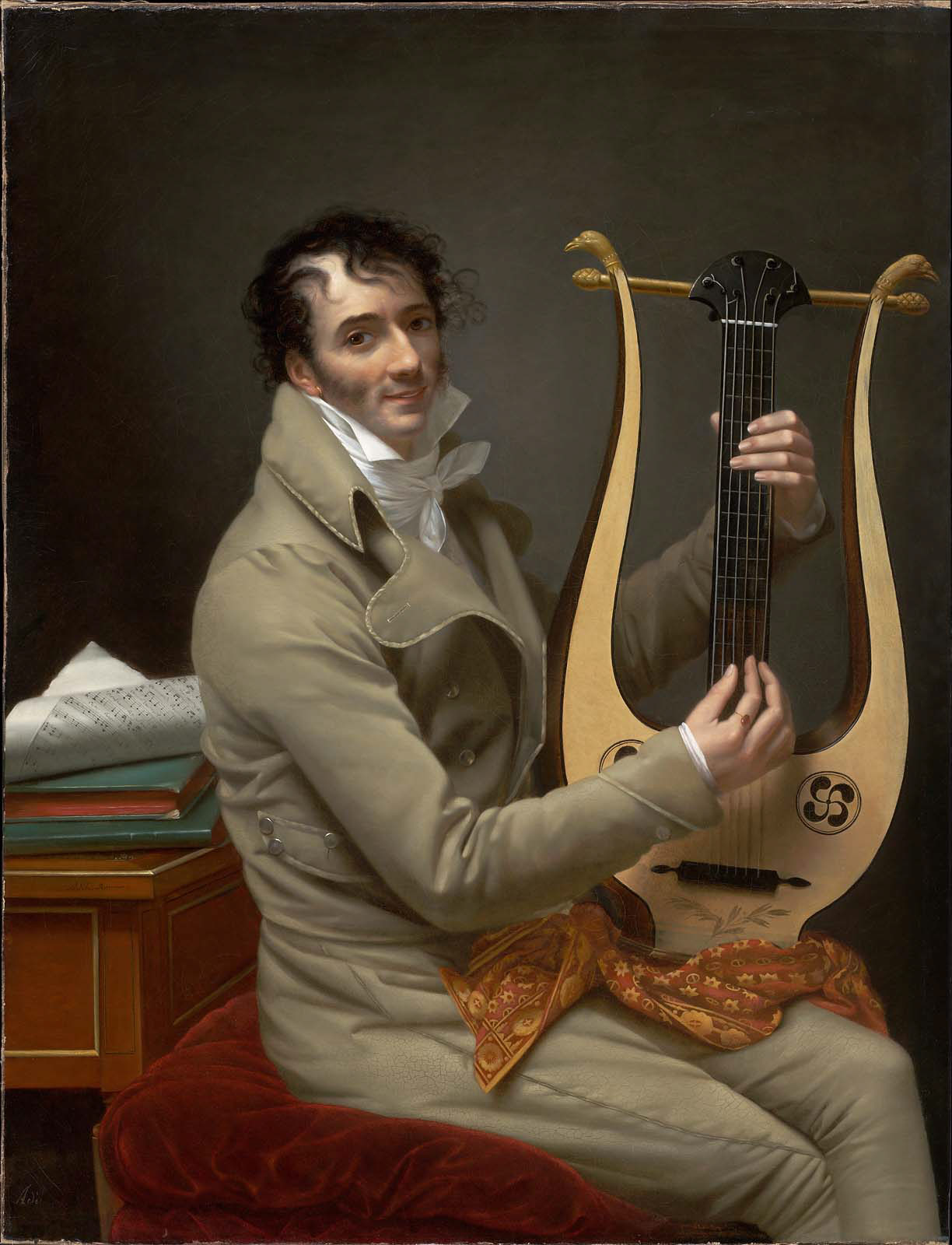
Joseph Dominique Fabry Garat
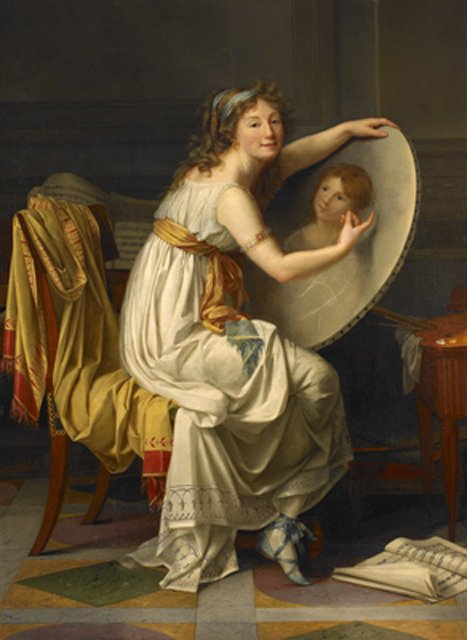
Adélaïde Ducreux. Alrededor de 1799. Actualmente en el Museo de Bellas Artes de Rouen.
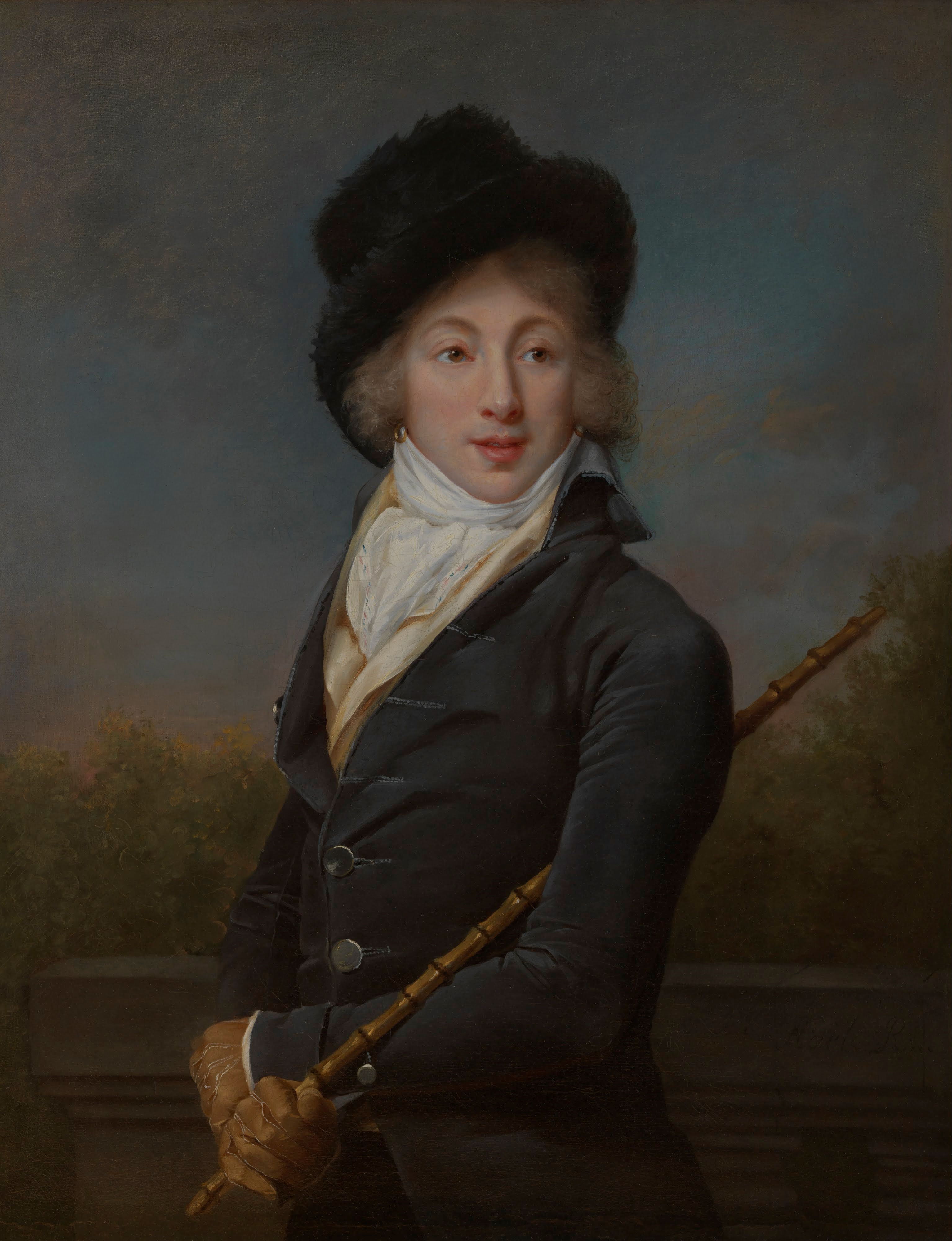
Auguste Vestris
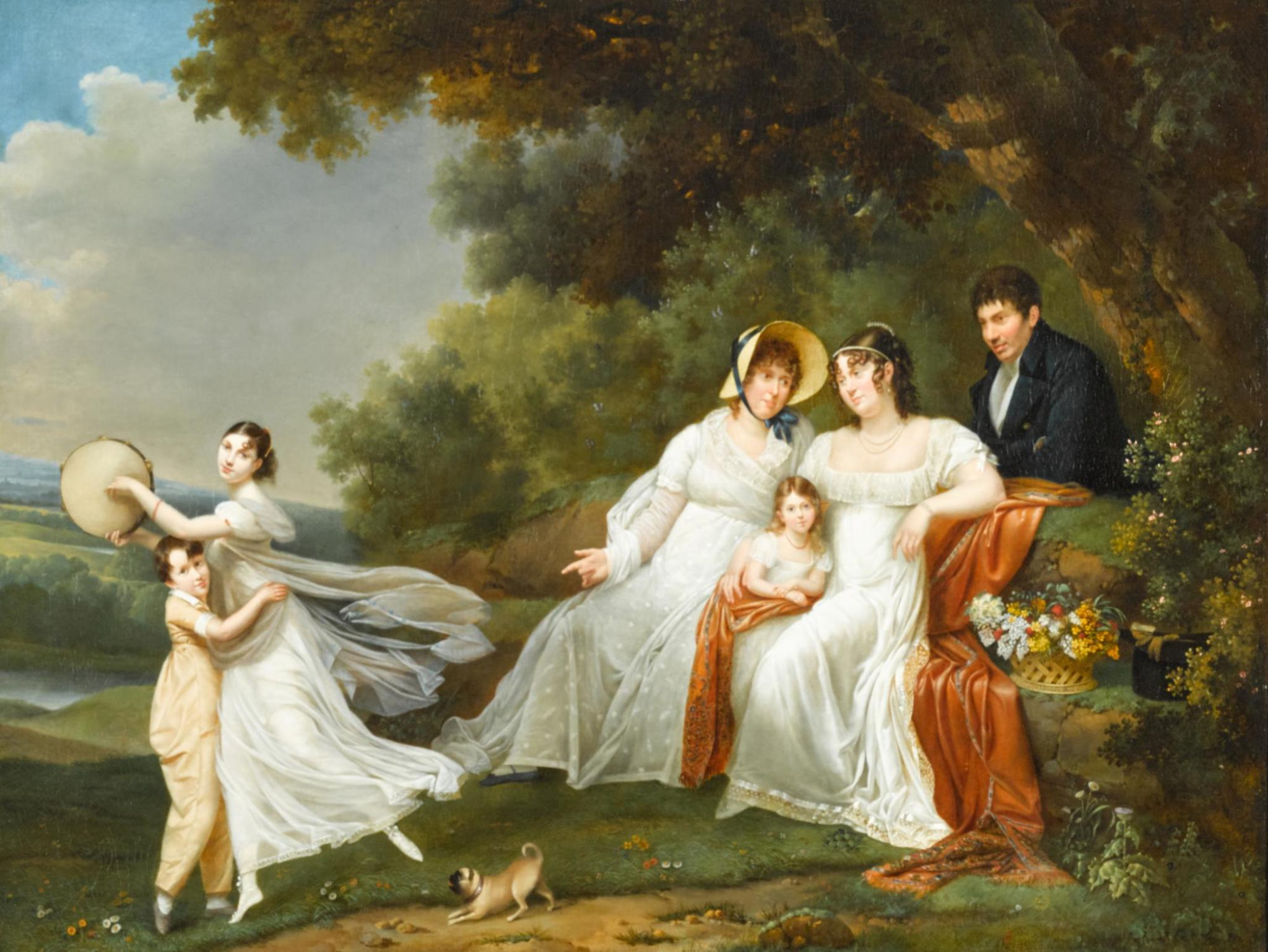
A portrait of a family with their pug in a river landscape
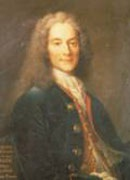
Portrait de Voltaire. Comenzado por Nicolas de Largillière y terminado por Adèle Romany. Actualmente en la Biblioteca-Museo de la Comédie-Française